# Бистриця (видавництво)
«Бистриця» — назви різних видавництв.

## «Бистриця» (видавництво в Коломії— Станиславові)
Коломийсько-станиславівське видавництво, яке видавало книжки на початку 1920-х (за ін. джерелами — від 1919) у друкарні видавництва «Бистриці» А. Кисілевського в Коломиї.
Адреса видавництва: м. Станиславів, вул. Ґолуховського, 54, а також
вул. Липова, 1.
Частина книжок, зокрема, ноти й художні листівки, видавалися в Станиславові (нині Івано-Франківськ). У Коломиї побачили світ книжки:
- С. Чубатівна. Прогулька (1921).
- Орест Кузьма. Як друкується книжку (1921).
- Марія Колцуняк-Кузьма. Проти филь (1921).
- В. Єрузалєм. Психольоґія (1921).
- Орест Кузьма. Повний підручник для науки міжнародної мови «Есперанто» (1922).
- Колядничок (1922) та ін.

## «Бистриця» (видавництво в Кракові— Міндені)
1939 року Євген Пеленський заснував власне видавництво «Бистриця» (Bystrycia) у Кракові, яке в час наступної післявоєнної еміграції переніс до Міндену, а потім до Блембергу в Німеччині.
Побачили світ видання:
Юнацький книгозвір:
- Ірина Винницька. Кам'яна сокира. Оповідання з доісторичних часів. — 1947. — 59 с.
- Марко Вовчок. Степовий гість. Історичне оповідання.
- Борис Грінченко. Олеся. — Мінден, 1948. — 12 с.
- Аксель Мунте. Ведмеді. Оповідання. — 1948. — 16 с.
- Іван Франко. Вибрані поезії (Мініатурне видання) — Мінден
- Тарас Шевченко. Кобзарик (Мініатурне видання) — Мінден

Дитячий книгозбір:
- Ганс Крістіан Андерсен. Казки.
- Брати Грімм. Казки. — 1948. — 16 с.
- Леся Українка. Біда навчить. Казка.

Інші книжки і шкільні підручники:
- Пеленський Є. Райнер Марія Рільке й Україна [Архівовано 1 лютого 2014 у Wayback Machine.]. — Мінден, 1948.
- Пеленський Є. Ucrainica в західно-європейських мовах. Вибрана бібліографія [Архівовано 29 січня 2020 у Wayback Machine.].  — 1948. — 111 с.
- Пеленський Є. Перша українська читанка (Буквар). — Мінден — 64 с.
- Пеленський Є. Українська читанка для I. кл. нар. шкіл. — Мінден
- Пеленський Є. Українська читанка для II. кл. нар. шкіл. — Мінден
- Пеленський Є. Німецька читанка для укр. шкіл. — Мінден
- Карпенко У. Рахунки для I кл. нар. шкіл. — Мінден